# Centro addestramento guastatori
Centro addestramento guastatori (CAG) (deutsch: „Ausbildungszentrum für Kampfpioniere“) ist die Bezeichnung einer Ausbildungseinrichtung des italienischen Auslandsnachrichtendienstes AISE. Die Einrichtung befindet sich im Nordwesten Sardiniens bei der Stadt Alghero. Den Objektschutz übernimmt eine Einheit des Militärverbandes Raggruppamento unità difesa (RUD), der für den Schutz von AISE-Objekten in Italien zuständig ist und dessen Bezeichnung auch als Deckname für diese Einrichtungen dient. Die Ausbildungseinrichtung CAG und der dazugehörige Stützpunkt treten nach außen unter der Bezeichnung RUD auf.
Das ab 1954 aufgebaute CAG wurde nach 1989 als zentrale Ausbildungseinrichtung der „Stay-behind-Organisation“ Gladio bekannt. Darüber hinaus spielte es 1964 im Putschplan Piano Solo eine Rolle. Das CAG wurde ab Anfang der 1990er Jahre drastisch verkleinert, ab 2006 jedoch wieder ausgebaut. Heute wird es nicht nur von der AISE, sondern auch von militärischen Spezialeinheiten Italiens und anderer NATO-Staaten genutzt.

## Lage und Bezeichnung
Der Stützpunkt liegt knapp sieben Kilometer südlich von Alghero bei Torre Poglina am Meer. Bekannt wurde er jedoch unter der irreführenden Bezeichnung Capo Marrargiu. Dieses Kap (⊙) liegt rund 20 Kilometer südlich auf dem Gebiet der Nachbargemeinde Bosa. Erreichbar ist der Stützpunkt in Torre Poglina über die Provinzstraße Alghero–Bosa.
Das an der Bucht Cala Griegas gelegene Gelände ist größtenteils bewaldet oder von mediterraner Macchie bedeckt. Neben verschiedenen Gebäuden gibt oder gab es auf dem Gelände Ausbildungsanlagen wie Hindernisbahnen, Schießstände und Sportanlagen, darüber hinaus einen kleinen Bootshafen und eine (von Starrflüglern nicht mehr genutzte) Graspiste.

## Geschichte
Das Gelände für den Stützpunkt wurde 1954 von der Tarnfirma Torre Marina des Geheimdienstes SIFAR erworben. Es war damals sehr abgelegen und auf dem Landweg schwer zugänglich, weil es die heutige Provinzstraße Alghero–Bosa damals noch nicht gab. Der Gladio-Stützpunkt wurde in den folgenden Jahren mit Unterstützung der Central Intelligence Agency aufgebaut. Dort bildete man mit Unterstützung von alliierten Spezialkräften das Führungspersonal und Spezialisten der Gladio-Untergrundorganisation aus, die dann auch für innenpolitische Zwecke genutzt wurde. Das CAG war der für Gladio zuständigen Abteilung des italienischen Geheimdienstes unterstellt, im SISMI war dies zuletzt die 7ª Divisione.
Der Putschplan Piano Solo stand im Zusammenhang mit der befürchteten demokratischen Machtübernahme der Kommunistischen Partei Italiens. Mit der ersten Regierung Aldo Moros hatte sich die Christdemokratische Partei (DC) Ende 1963 nach links geöffnet, was von den USA und anderen NATO-Partnern sowie vom rechten Flügel der DC mit großem Argwohn verfolgt wurde. Wegen der politischen Instabilität befürwortete der aus Sardinien stammende Staatspräsident Antonio Segni, der dem rechten Lager der DC angehörte, die Bildung einer Notstandsregierung und die Einführung eines semipräsidentiellen Regierungssystems, wie wenige Jahre zuvor in Frankreich unter Charles de Gaulle. Vor diesem Hintergrund erarbeitete der ehemalige SIFAR-Chef und damalige Generalkommandant der Carabinieri, Generalleutnant Giovanni De Lorenzo, den Putschplan Piano Solo. Mit solo, deutsch „nur“ oder „allein“, waren die Carabinieri gemeint, die ihn durchführen sollten. Auf dem CAG-Stützpunkt in Torre Poglina wollte man insgesamt 731 linksgerichtete Politiker und Gewerkschaftsführer inhaftieren. Nachdem die an der Regierung beteiligten Sozialisten etliche ihrer Forderungen zurückgenommen hatten, wurde der Plan hinfällig. Inwiefern er wirklich umgesetzt werden sollte, ist bis heute ungeklärt.
Das im CAG auszubildende Personal wurde in der Regel mit Flugzeugen vom Festland zum Flughafen Alghero gebracht. Lange erfolgten die Transporte nur nachts, so dass das Personal nicht wusste, wo es sich genau befand. Dem CAG war von 1964 bis 2000 eine fliegende Einheit der Heeresflieger zugeteilt, die auf dem militärischen Teil des Flughafens Alghero stationiert war. In den 1990er Jahren galt sie als eine der besten italienischen Einheiten ihrer Art, unter anderem weil sie Einsätze mit Nachtsichtgeräten fliegen konnte. Bis 1989 hieß sie 399° Squadrone, dann 39° Gruppo Squadroni “Drago”; bis 1986 war sie mit Propellerflugzeugen ausgestattet, dann mit Hubschraubern.